# Kertész Péter (színművész)
Kertész Péter (Budapest, 1943. február 10. –) Jászai Mari-díjas és Aase-díjas magyar színész.

## Életpályája
Budapesten született, édesapja orvos volt. Első iskolája a Gorkij fasori Gorkij iskola  volt. Gimnáziumba az Radnóti Miklós Gimnázium járt, azt elvégezve felvételt nyert  a Színház- és Filmművészeti Főiskolára, ahol Békés András és Sulyok Mária osztályába került.
1965-ben szerezte diplomáját Ezután a szolnoki Szigligeti Színházhoz került, majd 1968-tól a Fővárosi Operettszínházban játszott. 1981-től a Népszínház, 1982-től a Nemzeti Színház, 1989-től a József Attila Színház, majd 1991-től újból a Nemzeti Színház tagja volt. Karakterszerepeket alakított prózai és zenés darabokban egyaránt. Vendégként játszott a szombathelyi Weöres Sándor Színházban, a Karinthy Színházban és Éless Béla társulataival is. Szinkronszínészként is népszerű művész.
Nagyapja Kertész Manó. Gyermekei Dániel (1979), és Anna (1994).

## Fontosabb színházi szerepei
- - William Shakespeare:
  - Rómeó és Júlia – Rómeó
  - Lóvátett lovagok – Brizon
  - III. Richárd – Buckhingam
  - IV. Henrik – Douglas
  - Sok hűhó semmiért – Ferenc barát
- Molière: Tudós nők – Vadius, tudós
- Girolamo Bargagli: A zarándoknő – Casandro (pisai polgár)
- Friedrich Schiller: Don Carlos – Alba herceg
- Edmond Rostand: Cyrano de Bergerac – Christian de Neuvillette
- Euripidész: Médeia – Kreón
- Arisztophanész: Madarak – Euelpidesz
- Heinrich von Kleist: Homburg hercege – Kottwitz ezredes
- Edward Albee: Mindent a kertbe – Chuck
- Neil Simon: Furcsa pár – Speed
- Reza Yasmina: Fények és árnyak – Nathan
- Noël Coward: Akt hegedűvel – Clinton Preminger (újságíró)
- Reginald Rose: Tizenkét dühös ember – 5. esküdt
- Agatha Christie: Eszményi gyilkos – Michael Morley, az idegen
- Georges Feydeau: 
  - A hülyéje – Geróme
  - Fel is út, le is út! – Fontanet (a hírlapíró)
- Jacques Deval: francia szobalány – Stanley Carrington
- Leonard Bernstein: West Side Story – Bernardo
- Galt MacDermot: Veronai fiúk – Proteus, veronai fiú
- Alan Jay Lerner – Frederick Loewe: My Fair Lady  – Higgins
- John Kander – Fred Ebb – Joe Masteroff: Kabaré – Cliff
- Csokonai Vitéz Mihály: Karnyóné szerelme – Lázár
- Madách Imre: Az ember tragédiája – A föld szellemének szava
- Mikszáth Kálmán: Szent Péter esernyője – Kupeczky; Püspök
- Füst Milán: Máli néni – Novák bácsi
- Kányádi Sándor: Kétszemélyes tragédia – Férfi
- Sütő András: Advent a Hargitán – Bódi Vencel
- Páskándi Géza: A szélmalom lakói – Pongrádi Ágost
- Spiró György – Másik János: Ahogy tesszük – Haver-Barát
- Görgey Gábor: Törököt fogtunk – Fekete Demeter, költő
- Görgey Gábor: Huzatos ház – Hauswurm Alajos, házmester
- Gáspár Margit: Az állam én vagyok – A herceg
- Czakó Gábor: Fehér ló avagy Duna-party kocsmológia – Dr. Györköny
- Fodor László: A templom egere – Schünztl
- Halasi Mária: Az utolsó padban – Kopasz
- Kálmán Imre: 
  - Csárdáskirálynő – Feri bácsi
  - Marica grófnő – István; Zsupán
- Nyikolaj Sztrelnyikov: Violetta – Jelpigyifor
- Vlagyimir Vlagyimirovics Scserbacsov: Dohányon vett kapitány – Hannibál, a cár keresztfia
- Lovászy Márton: Robin Hood – Ralf, Catherine vőlegénye
- Eisemann Mihály: Én és a kisöcsém – Kelemen Félix
- Kardos G. György – Vujicsics Tihamér: Négyen pizsamában – Didier
- Szakcsi Lakatos Béla – Csemer Géza: Piros karaván – Bánó, cigányrendőr
- Békeffi István – Fényes Szabolcs – G. Dénes György: A kutya, akit Bozzi úrnak hívtak – Bruno
- Lendvay Kamilló – Szenes Iván: Knock out – Tom King; Hamlet Kitchinson
- Illés Lajos – Vörösmarty Mihály: Egy fiú és a tündér – Kurrah
- Zoltán Pál: Péntek Rézi – Carlo, ügyvéd és hűséges barát
- Balogh Elemér – Kerényi Imre: Csíksomlyói passió – Krónikás

## Rendezése
- Márai Sándor: Kassai polgárok (Éless–szín)[5]

## Filmjei
- Két emelet boldogság, ff., magyar filmvígjáték, 1960
- Fügefalevél, ff., magyar filmvígjáték, 1966
- Bors, ff., magyar kalandfilm sorozat, 1968 – Hanák
- Őrjárat az égen, ff., magyar filmsorozat, 1969 – Szilasi
- Házasodj, Ausztria!, magyar tévéfilm, 1970
- Magasiskola, magyar filmdráma, 1970
- Pajkos diákok, magyar musical, 1970
- Ászja, ff., magyar tévéfilm, 1971
- Hekus lettem, ff., magyar krimi, 1972
- Téli sport, magyar tévéfilm, 1973
- Árpád, a cigány, francia-magyar-NSZK kalandfilm sor., 1973–1974
- Megtörtént bűnügyek, ff. + szín., magyar krimisorozat, 5. epizód 1973–1979 – Gál főhadnagy/százados
- Utazás a Holdba, magyar tévéjáték, 1974
- Illetlenek, magyar filmvígjáték, 1977
- Földünk és vidéke, magyar film, 1978
- Küszöbök, magyar tévéfilm sorozat, 1978
- Bóbita, tévéfilm, Iskolatelevízió, 1979
- A világ közepe, magyar ifjúsági film, 1979
- Gyilkosság a 31. emeleten, magyar krimi, 1980
- A tenger, magyar tévéfilm sorozat, 1982
- Szerencsés Dániel, magyar film, 1982
- Linda, magyar krimi vígjáték sor., 1983–2000
- Csak a testvérem, magyar tévéjáték, 1986
- Zsarumeló, magyar krimi vígjáték sor., 1987
- Víkend za milión, csehszlovák krimi, 1987
- Utazás az öreg autóval, magyar tévéjáték, 1987
- Randevú Budapesten, magyar krimi, 1987 – Tóth Sándor százados
- Öld meg a másik kettőt!, magyar filmdráma, 1988
- A főügyész felesége, magyar tévéjáték, 1990
- Szomszédok, 1990–1999 – Bujáki gazdasági igazgatóhelyettes
- Sose halunk meg, magyar filmvígjáték, 1992 – orvos
- Maigret, angol-magyar krimisorozat, 1992
- Újévi vigasságok, magyar szórakoztató műsor, 1994
- Patika, magyar vígjátéksorozat, 1994
- A vízcsepp kivájja a követ, magyar dokumentumfilm, 1996 – narrátor
- A miniszter félrelép, magyar filmvígjáték, 1997
- Ámbár tanár úr, magyar filmvígjáték, 1998
- Csocsó, avagy éljen május elseje!, magyar filmvígjáték, 2001
- Világszám!, magyar filmvígjáték, 2004
- Kupé, magyar ismeretterjesztő sorozat, 2008 – közreműködő
- Magic Boys, magyar-angol-kanadai filmvígjáték, 2012
- Borgiák, ír-kanadai-magyar drámasorozat, 2013
- X Company, 2015
- Napszállta, magyar-francia film, 2018
- Foglyok, 2019
- Az unoka, magyar thriller, 2022
- Blokád, magyar életrajzi film, 2022
- Az almafa virága, magyar romantikus film, 2023
- Drága örökösök – A visszatérés, magyar sorozat, 2023

## Szinkronszerepei
- Krisztina királynő amerikai film, 1933
- Érik a gyümölcs amerikai film, 1940
- Ben-Hur amerikai film, 1959 – Júda herceg
- Robbantsunk bankot! francia bűnügyi filmvígjáték, 1964
- Tetthely német-osztrák-svájci krimisorozat, 1970
- Kalózok háborúja olasz-spanyol kalandfilm, 1971
- Napsugár fiúk amerikai filmvígjáték, 1975
- Száll a kakukk fészkére amerikai film, 1975 – Washington ápoló
- A híd túl messze van amerikai film, 1977
- Félénk vagyok, de hódítani akarok francia filmvígjáték, 1978
- A holtsáv amerikai thriller, 1983
- A szépség és a szörny (televíziós sorozat) 1987 – Atya
- Bűvös pillanatok angol film, 1989 – Troy Gardner
- Nagymenők Oscar-díjas amerikai film, 1990 – Vinnie
- Total Recall – Az emlékmás amerikai sci-fi akciófilm, 1990
- A két Lotti német film, 1994
- Nyomtalanul amerikai krimisorozat, 2002–
- Boston Legal – Jogi Játszmák amerikai sorozat, 2004
- A cukorbáró amerikai tévésorozat, 2007
- Kedves ellenség mexikói telenovella, 2008
- Tiltott szerelem (török sorozat), 2008
- Vad szív mexikói telenovella, 2009–2010
- A csábítás földjén mexikói sorozat, 2010
- A szív parancsa mexikói telenovella, 2012
- Cédrusliget kanadai-USA tévéfilmsorozat, 2013
- A cipőbűvölő amerikai vígjáték-krimi, 2014
- Mavi szerelme török televíziós sorozat, 2016
- Isztambuli menyasszony török televíziós sorozat, 2017
- A fiúk (televíziós sorozat) 2019-

## Díjai, elismerései
- Jászai Mari-díj (1976)
- Aase-díj (2016)